# Bellum Punicum
Pour les articles homonymes, voir Guerre punique (homonymie).
Le Bellum Punicum ou Bellum Pœnicum (on rencontre parfois Guerre punique comme titre français) est un poème épique du poète latin Naevius, dont nous possédons seulement quelques fragments. L'œuvre fut écrite en vers saturniens durant la deuxième guerre punique, peut-être entre 207 et 201 av. J.-C. sans que l'on soit certain de ces dates.
Il raconte les vicissitudes de la première guerre punique et les aventures d'Énée. Ce poème fut une source utilisée par Virgile pour écrire son Énéide.